# Token und Type
Mit den Bezeichnungen Token und Type wird in der analytischen Sprachphilosophie ein Begriffspaar benannt, das Elemente der Sprache wie Wörter und Sätze von deren Verwendung in Äußerungen unterscheidet. Die Unterscheidung zwischen dem einzelnen Vorkommnis als token und dem allgemeinen Typ als type wird in der Ontologie vorgenommen.
Ein Beispiel: Auf die Frage, wie viele Ziffern sich in der Reihe 2200999 befinden, gibt es zwei richtige Antworten: Zählt man die Token (die Vorkommnisse), so befinden sich sieben Ziffern in der Reihe; zählt man die Typen, so sind es drei: „2“, „0“ und „9“.

## Definition
Das Begriffspaar wurde von Charles S. Peirce 1906 eingeführt:

„Ein allgemeines Verfahren zur Abschätzung des Umfangs eines Textes oder eines gedruckten Buches ist das Zählen der Wörter. Es mag etwa zwanzig ‚the’ auf einer Seite geben und natürlich werden sie als zwanzig Wörter gezählt. In einem anderen Sinn des Wortes ‚Wort’ gibt es aber nur ein Wort ‚the’ in der englischen Sprache; und es ist unmöglich, dass diese Art Wort sich sichtbar auf einer Seite befindet oder gehört werden kann, da es kein einzelnes Ding oder Ereignis ist. Es existiert nicht, sondern bestimmt nur Dinge, die existieren. Eine solche definiert kennzeichnende Form möchte ich ‚Type’ nennen. Für einzelne Ereignisse, die einmalig geschehen und deren Identität auf das eine Geschehen begrenzt ist, oder ein einzelnes Objekt oder Ding an einem bestimmten Ort und zu einer bestimmten Zeit, solch ein Ereignis oder Ding, das nur dort, wo und wann es erscheint, signifikant ist, so wie dieses oder jenes Wort in einer einzelnen Zeile einer einzelnen Seite eines einzelnen Exemplars eines Buches, möchte ich die Bezeichnung ‚Token’ einführen. Ein undefiniert bestimmtes Zeichen wie den Ton einer Stimme kann man weder Type noch Token nennen. Ich schlage als Benennung eines solchen Zeichens ‚Tone’ vor. Wenn man einen ‚Type’ nutzen möchte, so muss es als ‚Token’ verkörpert werden, der ein Zeichen des Types sein soll und dadurch des Objektes, das durch den Type gekennzeichnet wird.“

## Philosophie
Die Unterscheidung zwischen Token und Typen ist in verschiedenen Bereichen der Philosophie von Bedeutung, insbesondere in der Sprachphilosophie, der Logik und der Ontologie.
Auch in der Philosophie des Geistes spielt sie eine Rolle. Die Frage, was ein mentaler Zustand sei, kann zum einen als Frage nach dem Zustandstoken, aber auch als Frage nach dem Zustandstypen verstanden werden. Während etwa die klassische Identitätstheorie Typen von mentalen Zuständen mit Typen von neuronalen Zuständen identifiziert, behauptet der anomale Monismus Donald Davidsons nur eine Identität der entsprechenden Token.

## Linguistik
In der strukturalen Linguistik dienen die Begriffe zur Unterscheidung zwischen konkreten sprachlichen Äußerungen (Token) und abstrakten Einheiten der Metaebene (Types), die sie repräsentieren. 
So enthält der Satz „Ein Affe bleibt ein Affe, auch in Seide gekleidet“ zwei Token Affe, aber nur einen Type Affe. 
Das Begriffspaar dient also auf Wortebene zur Unterscheidung zwischen emischer und etischer Perspektive, bzw. zwischen langue und parole. Auf Ebene der Laute spricht man dagegen von Phonen vs. Phonemen, in der Morphologie von Morphen vs. Morphemen usw. Mitunter wird das Begriffspaar fälschlich auch gleichbedeutend mit dem Paar Lexem – Wortform gebraucht.
In der quantitativen Linguistik und in der quantitativen Stilistik spielt vor allem die Type-Token-Relation eine große Rolle, da sie der Charakterisierung von Texten hinsichtlich ihres Wortschatzreichtums dient.

## Musikwissenschaft
Entsprechende Anwendungen gibt es auch im Bereich der Musiktheorie.

## Typografie
Beim Drucken mit beweglichen Lettern dient die Übereinstimmung zwischen Type und Token als positives Kriterium zur Bestimmung eines typografischen Textes:

„Das entscheidende Kriterium, das ein typographisch hergestellter Druck erfüllen muß, ist jenes der Typidentität der jeweils im gedruckten Text erscheinenden Buchstabenformen. Mit anderen Worten: alle im Text auftauchenden Buchstabenformen müssen sich jeweils als Exemplare (‚tokens‘) ein und desselben Buchstabentyps, eben der Type oder Letter, die ein seitenverkehrtes Bild des gedruckten Buchstabens zeigt, erweisen.“